# Drakaea concolor
Drakaea concolor är en orkidéart som beskrevs av Stephen Donald Hopper och Andrew Phillip Brown. Drakaea concolor ingår i släktet Drakaea och familjen orkidéer. Inga underarter finns listade i Catalogue of Life.